# 윈도우 키

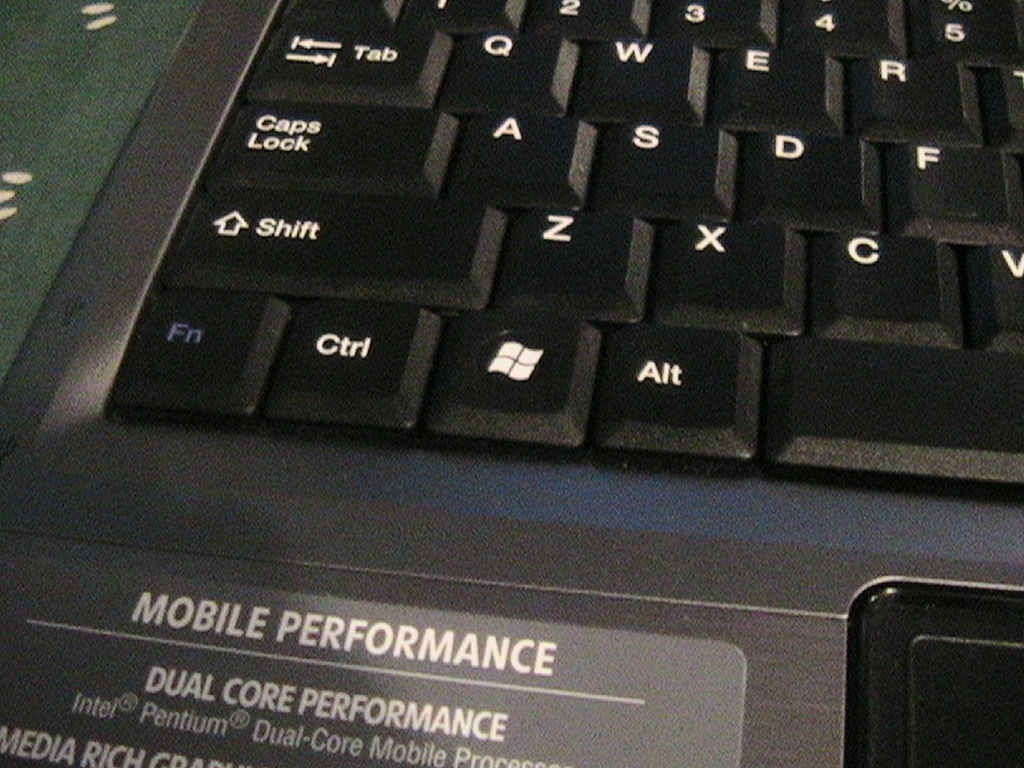
윈도우 비스타 버전의 윈도우 키가 노트북 자판에 보인다.

윈도우 키(Windows key)는 윈도우 95 운영 체제 때 처음 도입한 자판의 글쇠이다. 시작 키라고도 부른다. 윈도우 키가 없는 자판에서는 Ctrl+Esc키를 누르면 이 윈도우 키를 대신할 수 있지만 일부 기능은 제한된다.
역사적으로 윈도우 키와 메뉴 키의 추가로 101/102키가 104/105키의 레이아웃으로 변경되었다. 이전의 레이아웃에 비해 윈도우 키는 왼쪽 Ctrl 키와 왼쪽 Alt 키 사이에 위치하였다. 또다른 윈도우 키는 AltGr 키(오른쪽 Alt키)와 오른쪽 Ctrl 키 사이에 위치해 있다. 노트북 컴퓨터와 다른 미니 키보드에서는 윈도우 키가 왼쪽에 하나밖에 없는 것이 보통이다. 또, 윈도우 비스타를 위해 고안한 마이크로소프트의 엔터테인먼트 데스크톱에서 윈도우 키는 다른 모든 키 아래의 가운데 쪽에 위치해 있다.

## 윈도우에서의 사용
표준 윈도우 셸 안에서 윈도우 키 하나만 누르면 시작 메뉴를 연다. (윈도우 비스타에서는 빠른 검색에 집중되어 있음)
다른 키와의 조합으로 키를 누르면 자판을 통해 수많은 공통 기능을 불러낼 수 있다. 윈도우 키 조합 (바로가는 키)는 "내게 필요한 옵션", "세션의 종류"(터미널 서비스), "윈도우 버전", "IntelliType 등의 소프트웨어"를 비롯한 수많은 요인에 따라 창 세션에서 사용할 수 있다.
윈도우 비스타에서 이 키는 또한 하드웨어 시작 단추이기도 하다. 일반 윈도우 키로 같은 스캔 코드를 보내지만 이와 호환하는 하드웨어는 컴퓨터를 켤 수 있다.

### 관련 단축키
- 윈도우: 시작 메뉴를 연다.
- 윈도우+E: 내 컴퓨터를 연다.
- 윈도우+D: 바탕 화면을 표시한다.
- 윈도우+M: 모든 창을 최소화한다.
- 윈도우+L: 사용자 전환, 데스크톱 잠금을 수행한다.
- 윈도우+F: 검색 창을 연다.
- 윈도우+F1: 도움말을 연다.
- 윈도우+R: 제어판을 연다.
- 윈도우+U: 유틸리티 관리자를 연다.
- 윈도우+PauseBreak: 시스템 속성 창을 연다.
- 윈도우+P: 디스플레이 설정을 연다.

## 참조
1. ↑  Ctrl+Esc를 함께 누르면 시작 메뉴를 불러낼 수 있다. 그러나 창 최소화, 바탕 화면 보기 등을 이용하기 위해 "윈도우 키-특정 명령키"를 함께 수행하는 기능은 사용하지 못한다.
2. ↑  초기에 104키 자판을 자주 "윈도우 키보드"로 불렀지만 이러한 현상은 시간이 지남에 따라 퇴색되어 갔다.

## 같이 보기
- 메뉴 키